# Contea di Warren (New Jersey)
La contea di Warren, in inglese Warren County, è una contea del New Jersey nord-occidentale negli Stati Uniti. Il capoluogo è Belvidere.

## Geografia fisica
La contea confina a nord-est con la contea di Sussex, a est con la contea di Morris e a sud-est con la contea di Hunterdon. A ovest il fiume Delaware segna il confine con la Pennsylvania e in particolare a sud-ovest con la contea di Bucks, a ovest con la contea di Northampton e a nord-ovest con la contea di Monroe.
Nell'area settentrionale si elevano le Kittatinny Mountains che fanno parte della catena degli Appalachi. La catena delle Kittatinny costeggia il fiume Delaware fino al Mount Tammany (465 metri) presso il quale il fiume attraversa il passo denominato Delaware Water Gap. A sud delle Kittatinny Mountains il territorio è caratterizzato dalle valli dei fiumi che scorrono verso il Delaware delimitate da catene di basse colline. Gli affluenti principali del Delaware da nord a sud sono: Paulins Kill, Pequest, Pahatcong ed il Musconetcong che segna il confine meridionale. Il fiume Pequest riceve da nord il Beaver Brook per poi bagnare Belvidere, il capoluogo di contea. Nel sud della contea è posta la città di Phillipsburg bagnata dal Delaware.
Una parte del territorio posto sulla sponda sinistra del fiume Delaware è protetta da un parco.

## Storia
I primi abitanti del territorio dell'attuale contea furono gli indiani Lenni Lenape. I primi colonizzatori europei furono gli olandesi che intorno al 1650 iniziarono ad estrarre rame nel territorio dell'attuale Pahaquarry Township. Per il trasporto del rame gli olandesi costruirono una strada da Pahaquarry a Kingston nello Stato di New York. Nel 1739 un servizio di traghetti per attraversare il Delaware fu istituito a Phillipsburg.
La contea fu istituita nel 1825 separando il suo territorio da quello della contea di Sussex. Fu nominata in onore del patriota Joseph Warren morto nella battaglia di Bunker Hill durante la guerra d'indipendenza.
Nel 1830 fu inaugurato il Canale di Morris che aveva il suo margine occidentale a Phillipsburg. Negli anni successivi la contea fu interessata dallo sviluppo industriale. Gli altiforni di Oxford e di Phillipsburg furono all'avanguardia negli Stati Uniti nell'adottare nel XIX secolo le innovazioni tecnologiche del processo produttivo.
Nel corso del XX secolo molte delle attività manifatturiere della contea si sono trasferite altrove. Per attirare nuovi investimenti il parlamento statale ha istituito nel 1994 una "Urban enterprise zone" a Phillipsburg che offre incentivi fiscali e altri benefici economici.

## Comuni

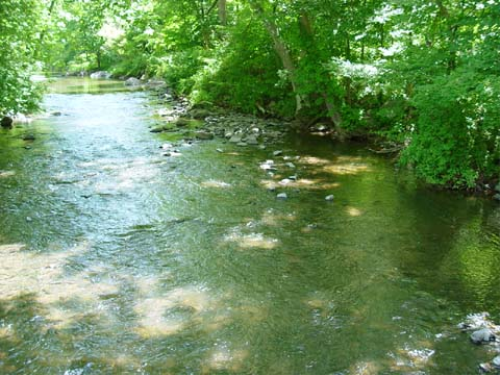
Il fiume Musconetcong nel tratto in cui segna il confine tra la contea di Warren e quella di Morris.

- Allamuchy - township
- Alpha - borough
- Belvidere - town
- Blairstown - township
- Franklin - township
- Frelinghuysen - township
- Greenwich - township
- Hackettstown - town
- Hardwick - township
- Harmony - township
- Hope - township
- Independence - township
- Knowlton - township
- Liberty - township
- Lopatcong - township
- Mansfield - township
- Oxford - township
- Phillipsburg - town
- Pohatcong - township
- Washington - borough
- Washington Township - township
- White - township